# Petizione dei produttori di candele
Petizione dei fabbricanti di candele è un testo satirico riguardante il fenomeno protezionistico, scritto e edito nel 1845 dall'economista e polemista liberale francese Frédéric Bastiat, che lo inserì nel capitolo settimo della sua opera Sofismi Economici. Bastiat immagina un'assurda petizione nella quale i produttori di “candele, lampade, lampadari, lampioni, smoccolatoi, candelabri e produttori di sego, olio, resina, alcool e in generale tutto ciò che riguarda l'illuminazione”  si accordano per chiedere all'Assemblea nazionale Francese l'applicazione, da parte dello Stato, di leggi e misure protezionistiche al fine di proteggere i loro prodotti dalla pericolosa competizione di una potenza estera, il Sole.
Come tipico della prosa dell'autore, il testo contiene molti riferimenti a politici e teorici contemporanei e non mancano accenti ironici e pungenti verso le politiche protezioniste combattute da Bastiat.
(Frédéric Bastiat, settimo capitolo dei Sofismi Economici, 1845.)